# سازمان بسیج رسانه
سازمان بسیج رسانه یکی از شاخه‌های سازمان بسیج مستضعفین است که به صورت ویژه در زمینۀ فعالیت‌های رسانه‌ای کار می‌کند. این سازمان در سال ۱۳۹۰ تأسیس شده و فعالیت‌های آن «در چارچوب وظایف و مأموریت‌های سازمان بسیج مستضعفین سپاه پاسداران انقلاب اسلامی» صورت می‌گیرد. از ۴ آبان ۱۴۰۱ مرتضی کارآموزیان رئیس این سازمان بوده‌است. همچنین رئیس شورای عالی سازمان بسیج رسانه نیز مرتضی نبوی است که از ۳ مهر ۱۳۹۰ به این سمت منصوب شده‌است. سازمان بسیج رسانه‌ای دارای تشکیلات استانی در همۀ استان‌های ایران است. مقر این سازمان در تهران، میدان سپاه، خیابان پادگان ولیعصر قرار دارد.

## تاریخچه
تشکیل سازمان بسیج رسانه در سال ۱۳۸۸ و پس از اعتراضات سال ۱۳۸۸ توسط جمعی از اعضای بسیج در رسانه‌های وابسته به این سازمان مطرح شد و گروهی برای پیگیری آن مسئولیت پیدا کردند. از اردیبهشت ۱۳۹۰ تدوین اساسنامۀ این سازمان توسط گروهی متشکل از ۱۵ نفر شامل مرتضی نبوی مدیر مسئول روزنامۀ رسالت، حسین شریعتمداری مدیر مسئول روزنامۀ کیهان، محمدحسین صفار هرندی، محمدحسین صوفی معاون صدای سازمان صدا و سیما، مجید رجبی معمار مدیر شبکه جام جم، سید نظام‌الدین موسوی مدیرعامل خبرگزاری فارس، حمید شیخ‌محمدی مدیر شبکه رادیویی ایران، علی‌اصغر جعفری مشاور رئیس سازمان صدا و سیما و مسئول بسیج رسانۀ ملی، بهروز اثباتی و محمدحسین دینی معاونین فرهنگی-اجتماعی و فناوری ارتباطات سازمان بسیج مستضعفین، محمدودود حیدری مدیر مسئول روزنامۀ جوان، فریدالدین حدادعادل، محمد تقی صباغی معاون روابط عمومی و تبلیغات سازمان بسیج مستضعفین، حمید زندی دبیر شورای عالی فضای مجازی بسیج و اسماعیل احمدی مدیر روابط عمومی ریاست سازمان بسیج مستضعفین آغاز شد. در همان زمان سرپرست، دبیر و سخنگوی شورای عالی بسیج رسانه نیز انتخاب شدند.
بر اساس اساسنامۀ این سازمان تمامی فعالان رسانه‌ای اعم از مدیران، سردبیران، خبرنگاران، عکاسان و ... که شرایط مندرج در اساسنامۀ این سازمان را داشته باشند می‌توانند به عضویت آن دربیایند. همچنین فعالان رسانه‌ای که پیشتر تحت پوشش بسیج ادارات محل کار خود بوده‌اند پس از تأسیس  بسیج رسانه زیر نظر این سازمان به فعالیت خود ادامه می‌دهند. پس از اقدامات اداری و حقوقی برای تأسیس این سازمان، فعالیت آن عملاً از سال ۱۳۹۱ آغاز شد.

### طرح تقویت و توسعه
طرح تقویت و توسعه سازمان بسیج رسانه در قالب یک ماده واحده و سه تبصره در روز چهارشنبه مورخ ۱۰ مهر ۱۳۹۲ با امضای ۲۳۸ نمایندۀ مجلس به ریاست مجلس تقدیم شد. نمایندگان مجلس در ارزیابی این طرح ۹ اشکال به لحاظ سازمانی و تأمین بودجه بدان وارد کردند و در نهایت پیشنهاد کردند که تأسیس چنین نهادی برای رسانه‌ها در قالب «طرح جامع بسیج مستضعفین» دنبال شود تا تداخل وظایف به وجود نیامده و امکان نظارت بر آن نیز وجود داشته‌باشد.

## هدف
سازمان بسیج رسانه در وب‌سایت خود دربارۀ اهداف این سازمان به دفاع و ترویج آرمان‌های روح‌الله خمینی و سید علی خامنه‌ای رهبران جمهوری اسلامی اشاره کرده و فعالیت‌های این سازمان را «در چارچوب وظایف و مأموریت‌های سازمان بسیج مستضعفین سپاه پاسداران انقلاب اسلامی» عنوان کرده‌است.
مرتضی نبوی رئیس شورای عالی سازمان بسیج رسانه هدف از تأسیس این سازمان را «تحقق رسانۀ اسلامی، ایجاد ارتباط منسجم رسانه‌ای به منظور تقویت و کارآمدسازی جبهۀ رسانه‌ای انقلاب اسلامی در عرصه نبرد نرم با دشمن و مشارکت در تحول‌آفرینی پیرامون مبانی نظری علم ارتباطات مبتنی بر جهان‌بینی اسلامی» اعلام کرده‌است.
بیژن نوباوه نمایندۀ مردم حوزۀ تهران، ری، شمیرانات و اسلامشهر در نهمین دورۀ مجلس شورای اسلامی هدف از تأسیس بسیج رسانه را «استفاده از تمامی ظرفیت‌های بسیجی‌های فعال در رسانه» برای «مقابله با تهاجم فرهنگی دشمنان» اعلام کرد.
مسعود بصیری از رؤسای پیشین سازمان بسیج رسانه نیز استفاده از پتانسیل‌های رسانه‌های مختلف و ایجاد هماهنگی بین رسانه‌ها بر مبنای دستورات سازمانی را از اهداف این سازمان برشمرد.

## جشنوارۀ ابوذر
سازمان بسیج رسانه جشنواره‌ای به نام ابوذر را هرساله به صورت استانی برگزار می‌کند که طی آن در بخش‌های مختلف به بهترین آثار اعضای این سازمان جوایزی اعطا می‌شود.

## رؤسا
1. اسماعیل احمدی[۸]
2. محمود عاطفی[۸]
3. مسعود بصیری، از ۵ آبان ۱۳۹۳.[۱۳]
4. عباس محمدیان، از ۹ مهر ۱۴۰۰.[۱۴]
5. مرتضی کارآموزیان، از ۴ آبان ۱۴۰۱.[۴]